# 廖梦醒
廖梦醒（1904年2月4日—1988年1月7日），女，广东归善人，中国政治人物。廖仲恺和何香凝长女，廖承志大姊。

## 生平
廖梦醒1924年加入中国国民党，次年入岭南大学就读，1928年赴法国留学。在法国期间，她受到中国共产党的影响，逐渐倾向左翼。1930年，她与中共党员李少石结婚，并回到香港，从事中共秘密交通工作，次年秘密加入中共。
抗战爆发后，廖梦醒在其母主持的中国妇女抗敌后援会工作。1938年，她参与筹建保卫中国同盟，担任实际负责人宋庆龄的秘书，并成为中共和宋庆龄的联络渠道。中华人民共和国成立前，廖梦醒参与筹建中华全国妇女联合会。
1988年1月7日，廖梦醒在北京病逝。

## 影視形象
- 2009年，建國大業